# Sierra de Fiambalá
La sierra de Fiambalá es un cordón montañoso ubicado en la provincia de Catamarca, Argentina; forma parte integral de las Sierras Pampeanas.

## Ubicación
La sierra de Fiambalá, con un rumbo general NNW - SSW, se extiende hasta las cercanías de la ciudad de Tinogasta (recibe en sus estribaciones el nombre de cerro de San José) y en general, su línea de cumbres se encuentra muy disecada; las alturas de sus cerros disminuyen hacia el sur; entre ellos podemos mencionar: el cerro El Morado, hacia el norte, con una altura de 4.920 m s. n. m., el cerro Yareta con una altura de 4.600 m, en la cercanía de Los Ratones las cumbres alcanzan los 3.230 m. y a la altura de Anillaco los 1.820 m. 
Por este sistema se encuentra la Ruta Nacional 60 que surca de norte a sur las laderas de la sierra y de este a oeste.

## Características

### Flora
La vegetación de tipo arbustiva se desarrolla sobre las laderas de la sierra, donde aflora el agua o se encuentra a pocos centímetros de la superficie, y crecen pequeños bosques.